# Rishonim
Rishonim (do hebraico ראשונים‎; sing. ראשון, Rishon, os pioneiros) são os rabinos e estudiosos do judaísmo que viveram durante os séculos XI a XV d.C. e que foram os primeiros comentaristas do Talmud, no período anterior à escrita do Shulkhan Arukh (do hebraico שׁוּלחָן עָרוּך, literalmente "mesa posta", um código impresso comum da lei judaica, 1563 CE) e seguindo os Geonim (589-1038 CE). Estudantes rabínicos subseqüentes ao Shulkhan Arukh são geralmente conhecidos como Acharonim ("os últimos").
|  |

## Alguns Rishonim
- Abba Mari, (Minhat Kenaot), século XIII Provençal rabbi
- Don Isaac Abravanel, (Abarbanel), Filósofo e comentarista da Torá do século XV
- Israel Bruna, (Mahari Bruna), Rabino alemão do século XV e Posek
- Abraão ibne Daúde, (Sefer HaKabbalah), Filósofo andalusino do século XII
- Abraham ibn Ezra, (Ibn Ezra), Comentarista bíblico andalusino-magrebino do século XII
- David Abudirham, dito ser estudante do Baal Ha-Turim (mas isso é duvidoso)
- Samuel ben Jacob Jam'a, Rabino e erudito do norte-Africano do século XII
- Rashi, (Solomon ben Yitzchak), Talmudista do século XI, principal comentarista do Talmude